# Протасовщина (Пуховичский район)
Протасовщина (бел. Прата́саўшчына) — деревня в Пуховичском районе Минской области Белоруссии. Входит в состав Шацкого сельсовета, до 2013 года входила в состав Ветеревичского сельсовета. Население 20 человек (2009).

## География
Расположена в 7 км к юго-востоку от центра сельсовета Шацка, 41,5 км на юго-запад от Марьиной Горки, 69,5 км от Минска.
Рядом с деревней проходит автодорога Шацк — Веркалы.

### Гидрография
Местность принадлежит бассейну Днепра, вокруг деревни расположена сеть мелиоративных каналов, имеющих сток в реку Птичь.

## История
До 1 апреля 1960 года деревня входила в состав Слободского сельсовета, с 1 апреля 1960 года до 5 мая 1962 года — в составе Шацкого сельсовета, после — в составе Слободского сельсовета.
До 28 мая 2013 года деревня входила в состав Ветеревичского сельсовета.

## Население

### Численность
- 2009 год — 20 жителей

### Динамика
- 1897 год — 10 дворов, 59 жителей
- Начало ХХ в. — 17 дворов, 179 жителей
- 1917 год — 33 дворов, 162 жителей
- 1999 год — 36 жителей
- 2002 год — 17 дворов, 28 жителей
- 2009 год — 20 жителей[5]

## Достопримечательности
- Руины часовни-усыпальницы Шестовских (1860-е годы). Руины брамы (ворот) часовни (XIX век)